# Mobile elektroniske spil
Mobile elektroniske spil (bip-bip-spil) er meget små mobile enheder til at spille interaktive elektroniske spil på, som ofte er miniatureudgaver af computerspil. Knapperne, skærmen og højtaleren er integreret i enheden. Skærmen er typisk designet til hvert spil. De kan fremstilles så små som urskiven på et armbåndsur. Den synlige del af disse spil kan blot være små lysglimt eller lommeregner-lignende talskærme. Håndholdte elektroniske spil var mest populære fra slutningen af 1970'erne og frem til begyndelsen af 1990'erne. De er forgængere for mobile spillekonsoller som eksempelvis Game Boy. 
Blandt de kendeste mobile elektroniske spil er: Spil fra Atari, Coleco, Sega samt Game & Watch-spillene fra Nintendo.

## Ekstern henvisning
- Electronic Handheld Game Museum